# Hierococcyx
Hierococcyx é um gênero de aves da família Cuculidae.
As seguintes espécies são reconhecidas:
- Hierococcyx vagans (Müller, S, 1845)
- Hierococcyx sparverioides (Vigors, 1832)
- Hierococcyx bocki Ramsay, RGW, 1886
- Hierococcyx varius (Vahl, 1797)
- Hierococcyx hyperythrus (Gould, 1856)
- Hierococcyx pectoralis Cabanis & Heine, 1863
- Hierococcyx fugax (Horsfield, 1821)
- Hierococcyx nisicolor (Blyth, 1843)